# Torressundöarna

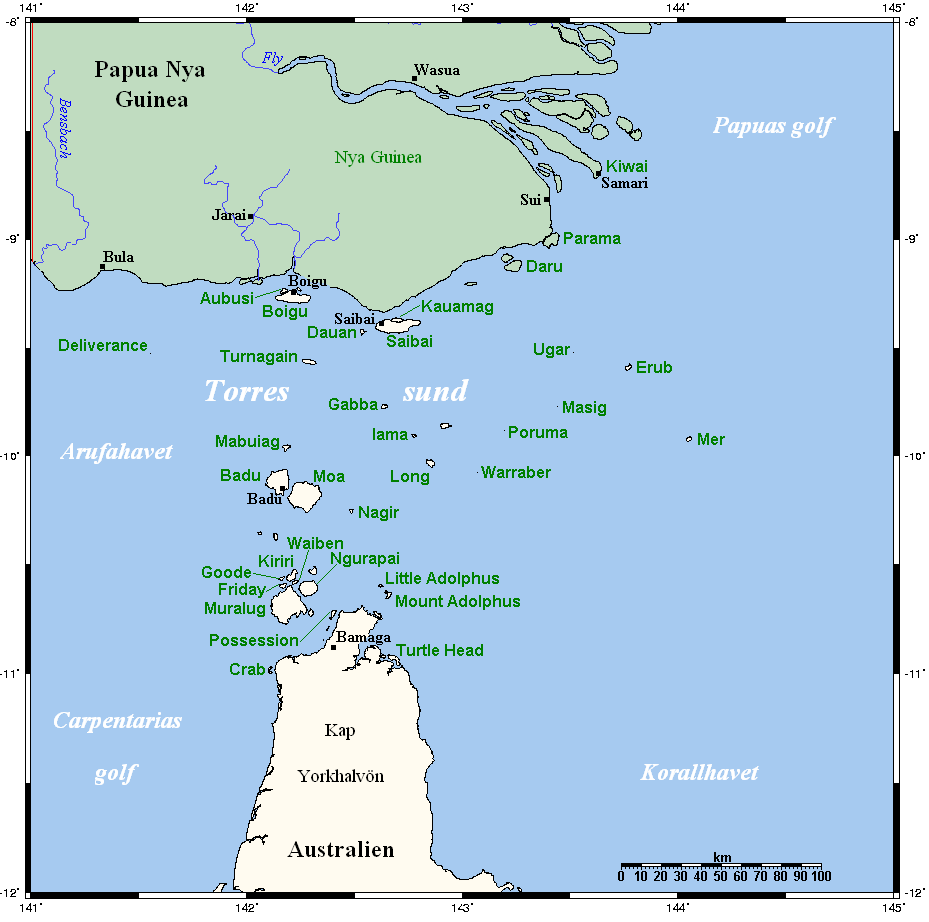
Torressundöarna

Torressundöarna (eng. Torres Strait Islands) är en ögrupp bestående av minst 274 små öar. Ögruppen ligger i Torres sund, en vattenväg mellan den nordligaste spetsen av Australiens kontinent – Kap Yorkhalvön – och Nya Guinea. Öarna är en del av Queensland, en delstat i Australien, med specialstatus anpassad efter de infödda markägarrättigheterna och styrd av de regionala myndigheterna vid Torres sund. De är uppkallade efter sjöfararen Luis Váez de Torres.

## Geografi
Torressundöarna är utspridda över ett 48 000 km² stort område. Avståndet över sundet mellan Kap Yorkhalvön och Papua Nya Guinea är 15 mil vid den trängsta punkten; öarna ligger utspridda mellan cirka 200 och 300 km mot öst och väst. Huvudön är Torsdagsön.
Själva Torres sund var en gång en landbrygga mellan den nuvarande australiska kontinenten och Nya Guinea. Denna sammanhängande landmassa benämns Sahul eller Australien-Nya Guinea.